# Ulica Wierzbowa we Wrocławiu

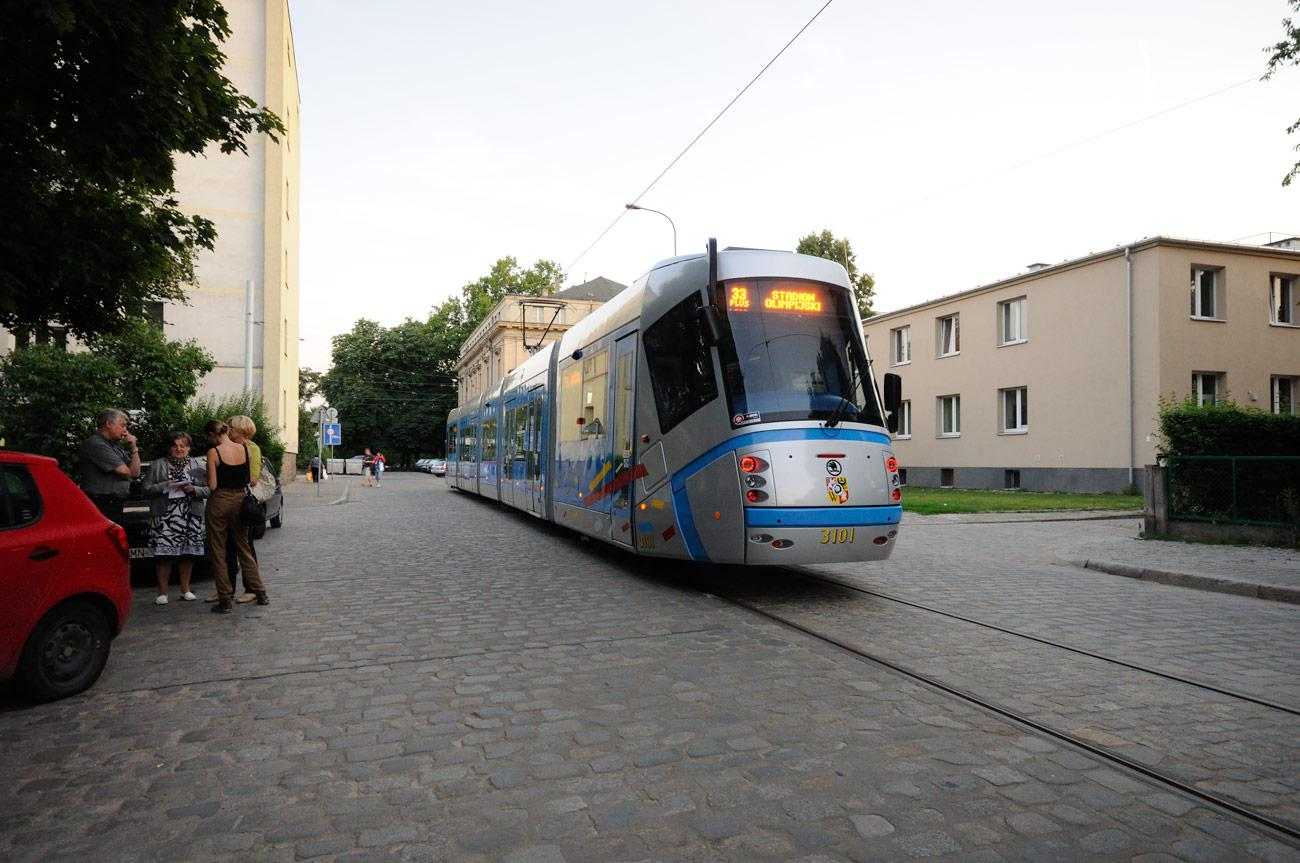
Tramwajowe torowisko techniczne

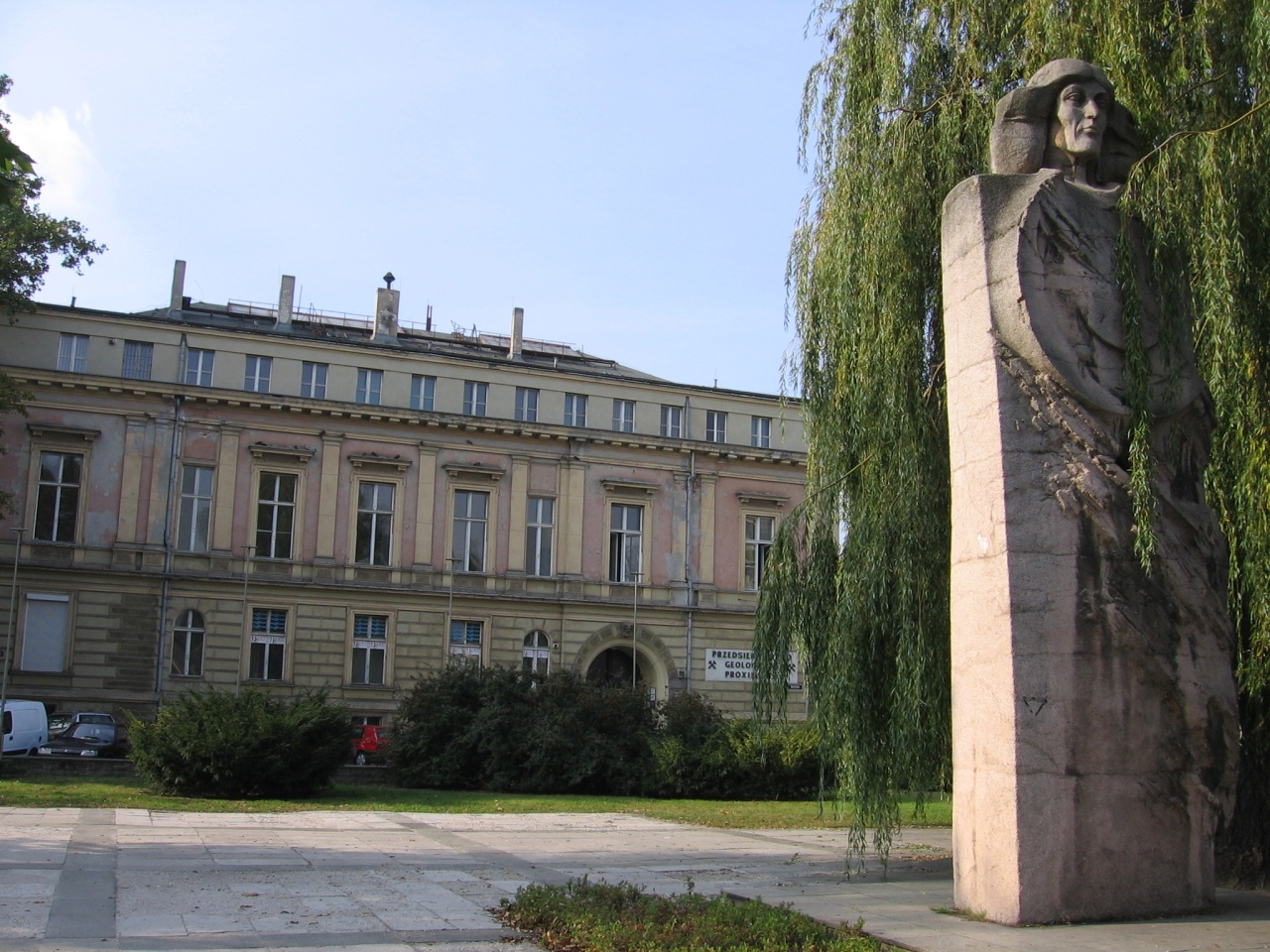
Pomnik Kopernika i siedziba Proximy

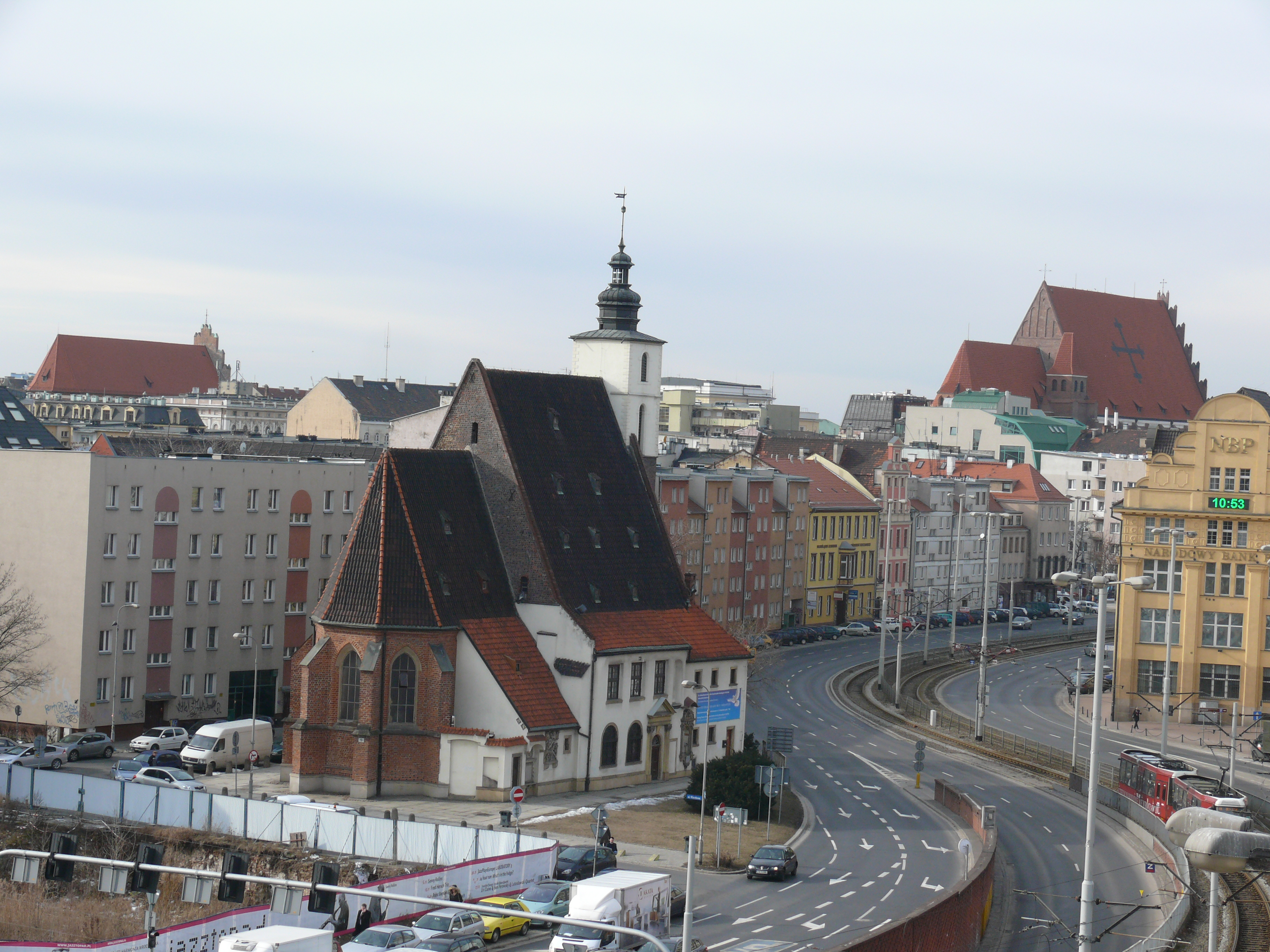
Koniec ulicy

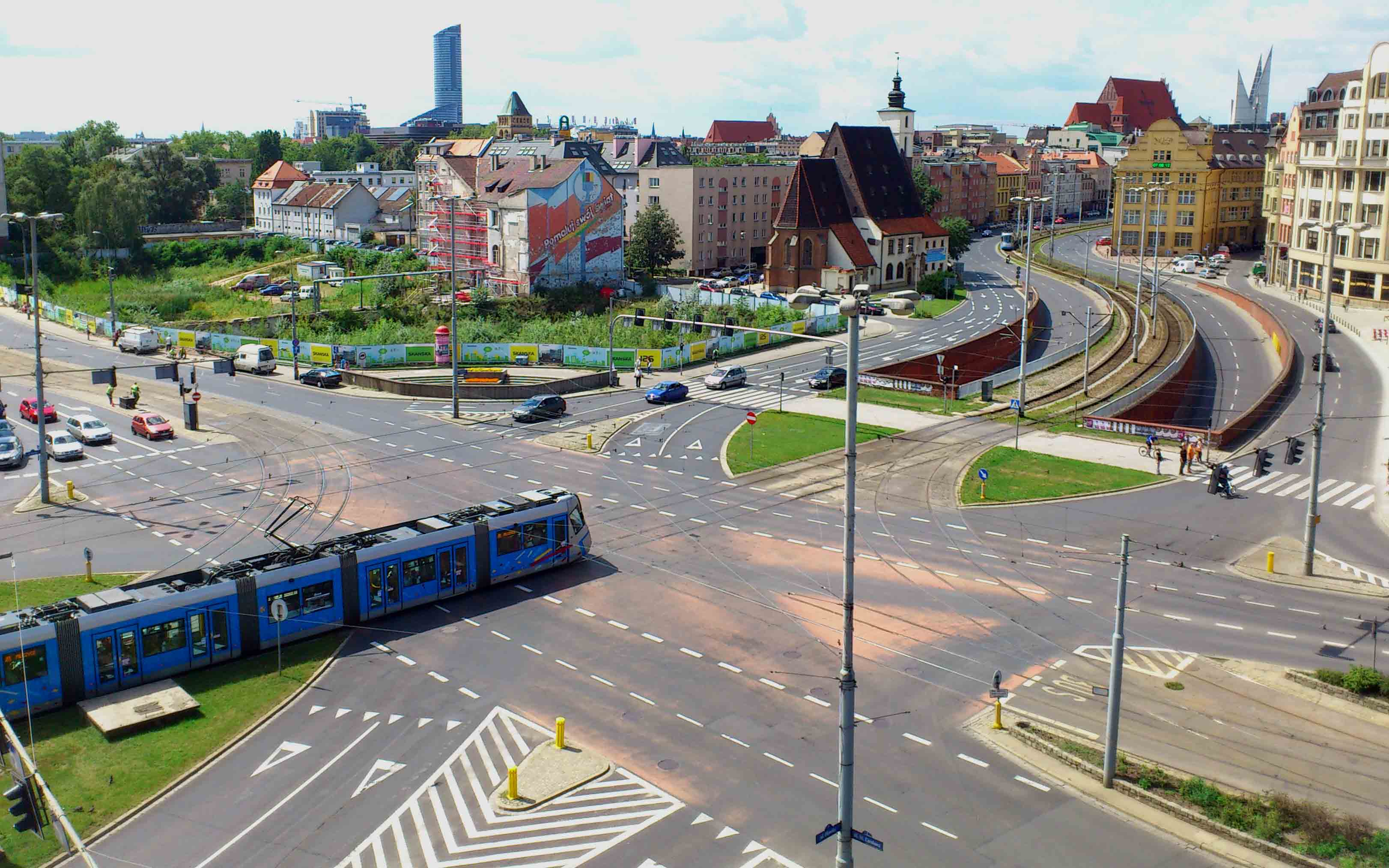
Teren między Wierzbową a P. Skargi przed budową biurowca Dominikański, Pałac Oppersdorfów

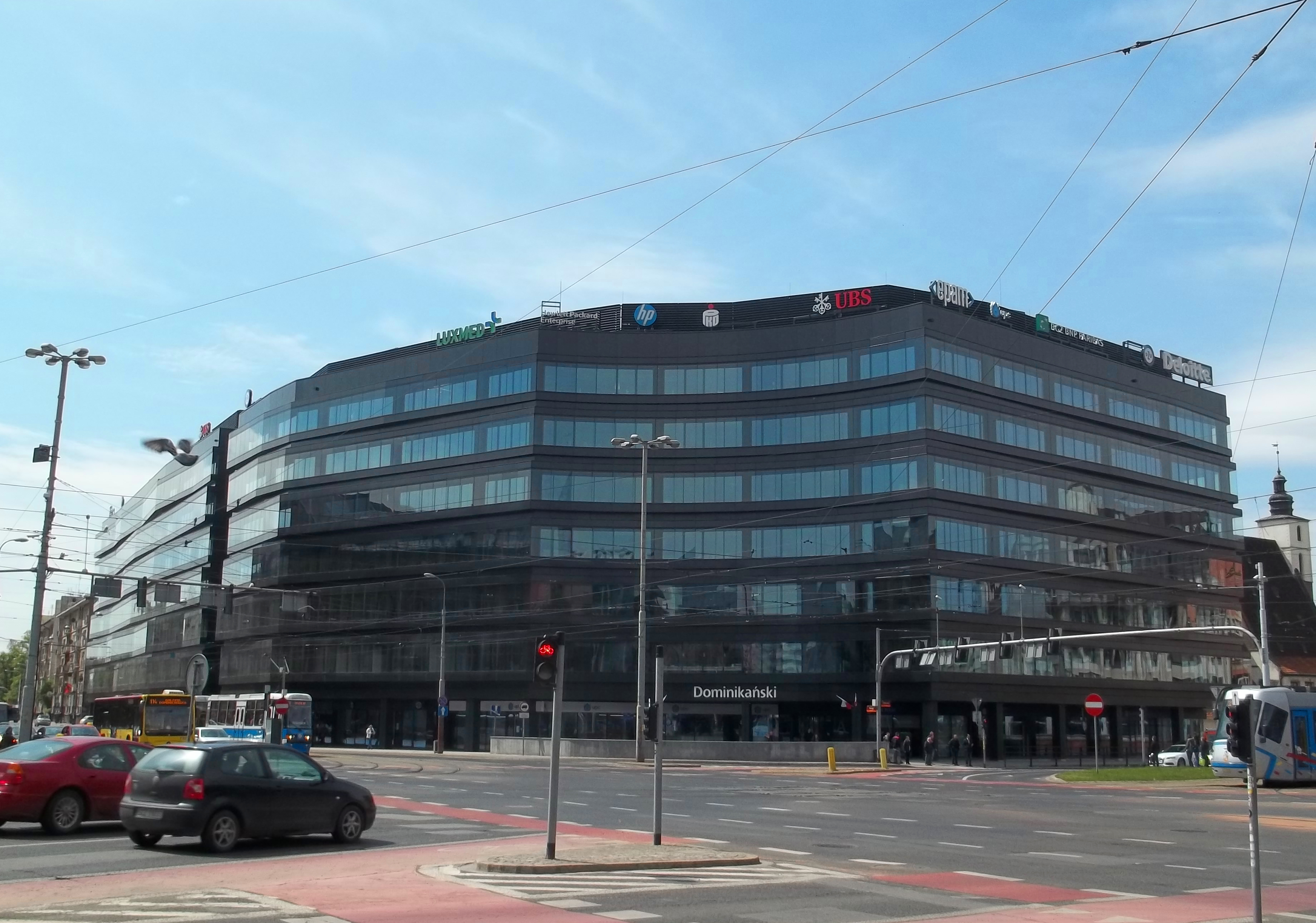
Biurowiec Dominikański

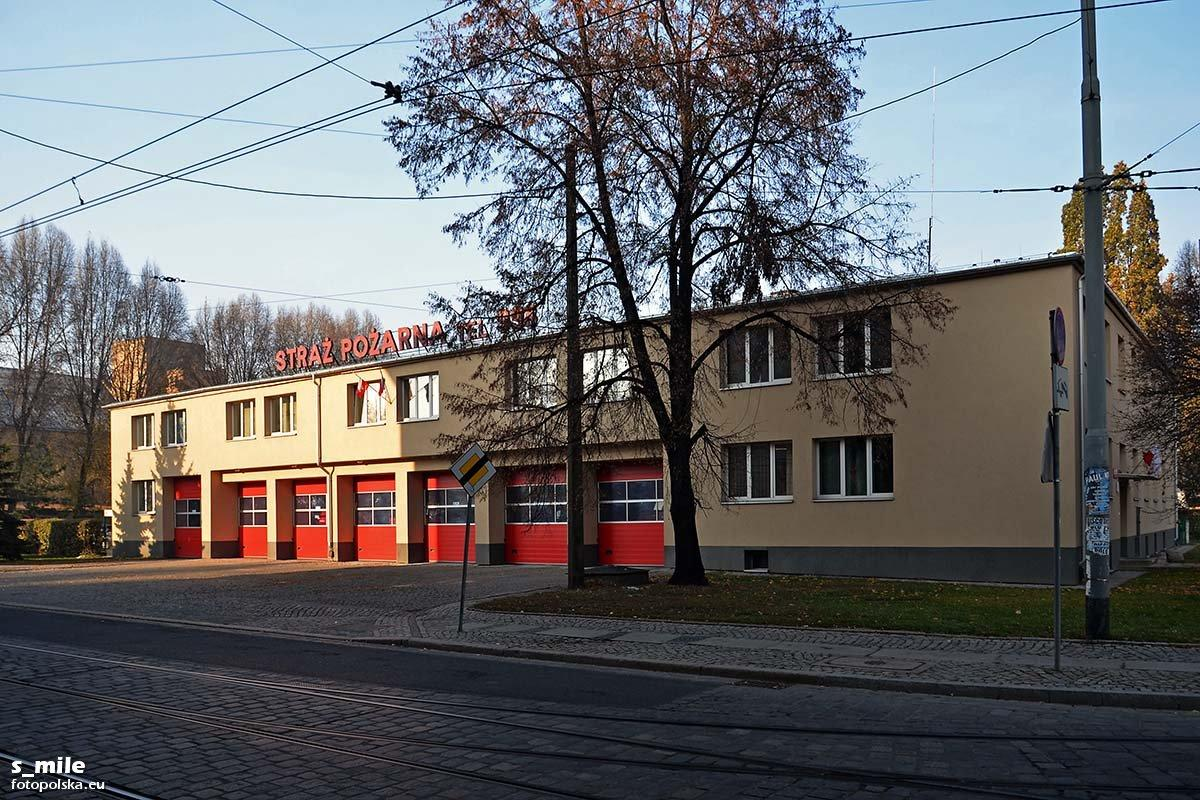
JRG nr 1

Ulica Wierzbowa – ulica położona we Wrocławiu na Starym Mieście. Łączy ulicę Teatralną z ulicą Kazimierza Wielkiego przy placu Świętego Krzysztofa. Ma 285 m długości.

## Historia
Nazwa tej ulicy znana jest już od 1346 r. ale różne źródła podają dwie wersje:
- Weidenstrasse, czyli Wierzbowa, co miało wynikać z faktu, że w rejonie tej ulicy rosły wierzby[4][5], lub
- Wydingasse, od studni[3].

Ulica stanowiła ówcześnie peryferyjną drogę zewnętrznego pasa Starego Miasta. Ulica była gęsto zaludniona, z wyjątkiem ogrodów po stronie wschodniej wypominanych od 1348 r., a zajmujących teren do dzisiejszej ulicy Piotra Skargi. Już od 1346 r. wypominano także, że na tyłach tutejszych posesji znajdowały się słodownie. W roku 1564 wszystkie posesje przy ulicy należały do 7 posesjonatów, co stanowiło największa koncentrację własności w mieście, opartej na prywatnej parcelacji wielkich działek należących do patrycjatu. Fakt jej przeprowadzania potwierdzono od drugiej połowy XIV wieku. Uzyskane w ten sposób mniejsze działki przeznaczano pod drewnianą zabudowę należącą do uboższych dzierżawców.
Natomiast okolice przy ulicy Arrasowej zamieszkiwali od drugiej połowy XV wieku barchaniarze. Tu również zagospodarowanie działek obejmowało zabudowę drewnianą, zniszczoną w 1757 r., w wyniku wybuchu w Bastionie Sakwowym.
W okresie nowożytnym przy ulicy powstały obiekty bardziej reprezentacyjne. Był to między innymi ogród botaniczny założony przez Laurentiusa Scholtza z XVI wieku. Był to pierwszy ogród botaniczny we Wrocławiu. Przy ulicy wybudowano między innymi pałac Oppersdorfów/Lambergów położony pod numerem 30 z barokowym ogrodem z 1720 r.. Przez pewien czas po II wojnie światowej mieścił się tu klub poligrafów. W latach 1872–1874 wzniesiono na miejscu ujeżdżalni koni przy Promenadzie Staromiejskiej Pałac Leipzigerów pod numerem 15. W późniejszych czasach budynek ten stanowił siedzibę między innymi Urzędu Powiatowego (Kreis-Ausschuβ) od 1878 r., a po wojnie stanowił siedzibę Przedsiębiorstwa Geologicznego Proxima, później przeznaczony został na hotel.
Zabudowa przy południowym krańcu powstała w 1960 r. w miejscu zniszczonych podczas działań wojennych prowadzonych w czasie oblężenia Wrocławia z 1945 r. budynków (Budynki mieszkalne przy ulicy Teatralnej 22-26 i Piotra Skargi 7-17 we Wrocławiu). Po wojnie zachowana pozostała jeszcze XVIII-wieczna kamienica barokowa przy ulicy Wierzbowej 4 częściowo zniszczona podczas II wojny światowej. Obecnie budynek nie istnieje. Po stronie zachodniej południowego krańca ulicy w 1964 r. powstała strażnica straży pożarnej przy ulicy Teatralnej 14-20.

## Nazwy
W swojej historii ulica nosiła następujące nazwy:
- Weidenstrasse, od 1346 do 1945 r.[4][5] lub Wydingasse od 1346 r.[3]
- Szeroka, około XVIII wieku[4]
- Wierzbowa, od 1945 r.[2][5].

Obie nazwy, wcześniejsza w języku niemieckim, i powojenna odnoszą się do faktu, że rosły tu niegdyś wierzby (weide w języku polskim znaczy wierzba, wiklina). Natomiast nazwa Wydingasse prawdopodobnie od studni nazywanej wydinburn, wydenburn. Współczesna nazwa ulicy została nadana przez Zarząd Miejski i ogłoszona w okólniku nr 76 z 19.10.1945 r..

## Układ drogowy
Do ulicy przypisana jest droga gminna numer 105078D o długości 285 m klasy dojazdowej (o powierzchni 3903 m²) oraz sięgacz o długości 42 m przy posesji pod numerem 3 stanowiący drogę wewnętrzną (o powierzchni 500 m²). Mimo że wrocławski Zarząd Dróg i Utrzymania Miasta podaje w swoim zestawieniu, iż ulica łączy ulicą Teatralną z ulicą Kaźmierza Wielkiego, to jednak obejmuje ona także krótki sięgacz na południe od ulicy Teatralnej, kończący się na Promenadzie Staromiejskiej, przy którym stoi budynek o adresie ulica Wierzbowa 15 (Pałac Leipzigerów). Stanowi on jednak drogę wewnętrzną w ramach wymienionej nieruchomości. W południowym odcinku ulicy wbudowane jest tramwajowe torowisko techniczne.
Ulice i place powiązane z ulicą Wierzbową:
- koniec ulicy, deptak, skwer. park: Promenada Staromiejska[1][11]
- skrzyżowanie: ulica Teatralna[1][2][20][21]
- włączenie do drogi publicznej: ulica Arrasowa[1][6][22], stanowiąca drogę wewnętrzną w ramach prywatnej nieruchomości[23]
- skrzyżowanie: ulica Mennicza[1][24][25].
- włączenie do drogi publicznej: sięgacz ulicy Wierzbowej[1][2][18]
- skrzyżowanie: plac św. Krzysztofa[1][26], jednak sama droga formalnie przypisana jest do ulicy Kazimierza Wielkiego[4][27][28][29][30]
- skrzyżowanie: ulica Kazimierza Wielkiego[1][2][28], tzw. trasa WZ[29][30].

W przypadku przebudowy układu urbanistycznego po wschodniej stronie ulicy obowiązuje wykonanie ciągu pieszego od ulicy Wierzbowej do ulicy Piotra Skargi, o szerokości nie mniejszej niż 5 m, w przybliżeniu na przedłużeniu ulicy Menniczej.

## Zabudowa i zagospodarowanie
Część ulicy na południe od ulicy Teatralnej zdominowana jest przez tereny zielone. Jedynym budynkiem położonym po tej stronie drogi, jest dawny Pałac Ignacego Leipzigera, połączony z kamienicą J. Schottländera, przez pewien czas budynek biurowy Przedsiębiorstwa Geologicznego "PROXIMA", a obecnie Hotel Altus Palace. Budynek ma do 21 m wysokości i jest wpisany do rejestru zabytków. Pozostały obszar to Promenada Staromiejska, w tym bezimienny plac, na którym znajduje się Pomnik Mikołaja Kopernika.
Na północ od ulicy Teatralnej po stronie wschodniej znajduje się powojenna zabudowa mieszkalna wielorodzinna, o wysokości zabudowy do 22 m, z 1960 r., przy czym budynki mieszkalne położone są przy ulicy Teatralnej i Piotra Skargi, a przy ulicy Wierzbowej znajdują się tereny zielone i garaże. Zabudowa ta sięga do biurowca Dominikański, wybudowanego w miejscu dawnych Prasowych Zakładów Graficznych. Biurowiec oferuje 41700 m² powierzchni biur i lokali handlowo-usługowych położonych na 7 kondygnacjach nadziemnych oraz parking na 380 samochodów na dwóch kondygnacjach podziemnych. W ramach inwestycji dokonano rewitalizacji zabytkowego Pałacu Oppersdorfów.
Z kolei pierzeja zachodnia od ulicy Teatralnej do ulicy Menniczej obejmuje ogrodzony teren jednostki straży pożarnej przy ulicy Teatralnej 14-20, choć obszarowi temu nadaje się inne, nowe przeznaczenie m.in. pod handel, usługi i mieszkalnictwo. Obiekt zajmuje Jednostka Ratowniczo-Gaśnicza PSP nr 1 we Wrocławiu. Na północ od ulicy Menniczej znajdują się kolejno: dawna elektrownia, a obecnie budynek koncernu Tauron "Energia Pro S.A.", kamienica będąca niegdyś siedzibą wytwórni bilbordów A. Winke, natomiast współcześnie stanowiąca budynek mieszkalno-biurowy przy ulicy Wierzbowej 5, i dalej zabudowa współczesna do placu św. Krzysztofa. Na końcu tej pierzei, w ramach niewielkiego placu, posadowiony jest zabytkowy Kościół pw. św. Krzysztofa.
Północny kraniec ulicy to ulica Kazimierza Wielkiego, będąca częścią tzw. Trasy W-Z. Tu znajduje się początek południowego tunelu samochodowego przebiegającego pod skrzyżowaniem ulicy Oławskiej, Piotra Skargi i Błogosławionego Czesława.
Tereny położone po obu stronach ulicy na północ od ulicy Teatralnej przeznaczono pod ciągłą zabudowę pierzejową z przeznaczeniem pod mieszkalnictwo bądź usługi.

## Ochrona i zabytki
Obszar, na którym położona jest ulica Wierzbowa podlega ochronie w ramach zespołu urbanistycznego Starego Miasta z XIII-XIX wieku, wpisanego do rejestru zabytków pod nr rej.: 196 z 15.02.1962 oraz A/1580/212 z 12.05.1967 r.. Inną formą ochrony tych obszarów jest ustanowienie historycznego centrum miasta, w nieco szerszym obszarowo zakresie niż wyżej wskazany zespół urbanistyczny, jako pomnik historii  . Samo miasto włączyło ten obszar jako cenny i wymagający ochrony do Parku Kulturowego "Stare Miasto", który zakłada ochronę krajobrazu kulturowego oraz uporządkowanie, zachowanie i właściwe kształtowanie krajobrazu kulturowego i historycznego charakteru najstarszej części miasta .
Przy ulicy i w najbliższym sąsiedztwie znajdują się następujące zabytki:
| obiekt, położenie | powstanie, nr rej. | foto           |
| --- | --- | -------------- |
| strona zachodnia | |                |
| Kościół pw. św. Krzysztofa (od lat 30. XVI wieku kościół ewangelicki), obecnie parafialny ewangelicko-augsburski zboru niepolskiego plac św. Krzysztofa 1   | 1409, 1461 r. (wieża), 1575 r. (hełm), 1602 r. (zakrystia), XVII–XVIII wiek (przybudówki), 1731 r. (renowacja wnętrz), 1882-1893 r. (remonty), odbudowa po 1945 r. XV wiek 12 z dnia 27.11.1947 r. oraz 427/45 z dn. 25.01.1962 |                |
| Kamienica z siedzibą wytwórni bilbordów A. Winke, obecnie budynek mieszkalno-biurowy ulica Wierzbowa 5                                                      | 1908 r. (projekt Simon & Halfpaap) gez, mpzp |                |
| Elektrownia, obecnie budynek koncernu Tauron "Energia Pro S.A." ulica Mennicza 20                                                                           | lata 30. XIX wiek (?), lata 1888–1891 r. (uruchomienie 30.06.1891 r.) gez, mpzp |                |
| Pałac Ignacego Leipzigera, połączony z kamienicą Juliusa Schottländera, obecnie budynek biurowy Przedsiębiorstwa Geologicznego "PROXIMA" ulica Wierzbowa 15 | lata 1872–1874 (projekt Carl Schmidt), lata 1922-1923; kamienica: lata 1877–1878, lata 1902 i 1937 – przebudowy lata 1872–1874, XX wiek A/2279/465/Wm z dnia 24.12.1991 r.                                                      |                |
| strona południowa i wschodnia | |                |
| Promenada Staromiejska (wzdłuż Fosy Miejskiej, w miejscu dawnych fortyfikacji obronnych)                                                                    | po 1807 r., projekt 1813 r. (Johann Friedrich Knorr) gez, mpzp |                |
| strona wschodnia | |                |
| Pałac Anny Maximiliany Louisy von Oppersdorf (tzw. pałac Oppersdorfów) ulica Wierzbowa 30                                                                   | lata 1714-1721 (projekt Christoph Hackner), lata 1924–1926 (przebudowa wnętrz Conrad Helbig), lata 2014–2015 (remont generalny) 1714-1720 A/3110/167 z dn. 15.02.1962                                                           | przed remontem |

## Osie widokowe

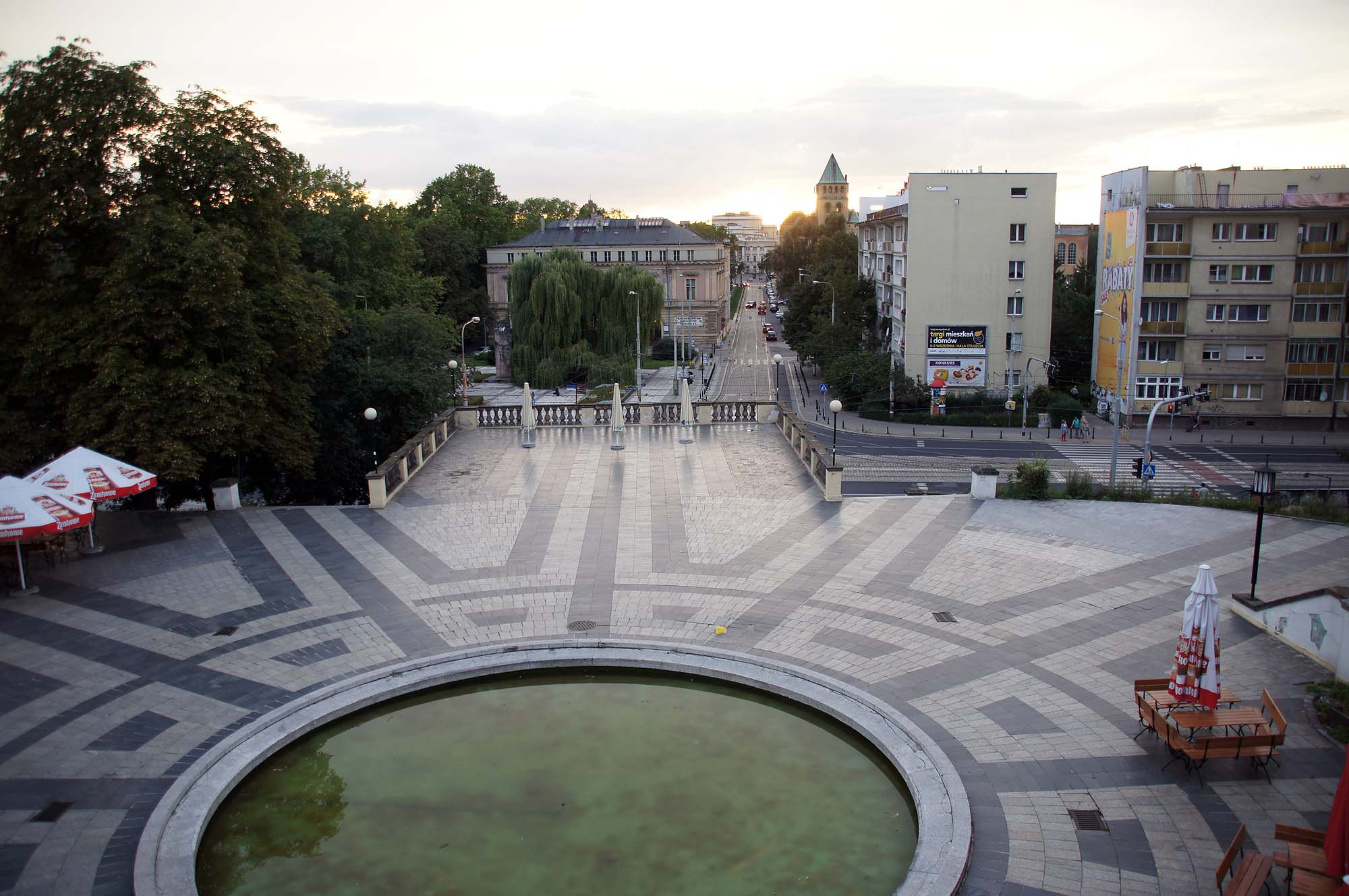
Oś widokowa ul. Teatralnej w kierunku zachodnim

Ulicę Wierzbową przecinają dwie osie widokowe podlegające ochronie:
- wzdłuż ulicy Menniczej w kierunku wschodnim[59]
- wzdłuż ulicy Teatralnej, zarówno w kierunku wschodnim jak i zachodnim[60].